# Triaenodes etheira
Triaenodes etheira är en nattsländeart som beskrevs av Arturs Neboiss och Wells 1998. Triaenodes etheira ingår i släktet Triaenodes och familjen långhornssländor. Inga underarter finns listade i Catalogue of Life.